# Манометровый эксцентрический дроссель МЭД
Манометровый эксцентрический дроссель (сокращенно МЭД) - в своей основе имеет гибкую импульсная трубка со штуцерами, обеспечивающая эксцентрическое (не осевое относительно отборного штуцера) подключение приборов контроля давления (манометры, дифференциальные манометры, датчики и преобразователи давления), предназначенная для дросселирования (снижения) давления (в т.ч. нейтрализации гидроударов), а также снижения (дифференцирования) избыточной температуры, выходящей за допустимые пределы рабочего диапазона контрольно-измерительного прибора.
Также манометровый эксцентрический дроссель МЭД применяется для удобства монтажа измерительных приборов в труднодоступных местах (тонкая свернутая импульсная трубка может изгибаться и растягиваться на монтажную длину (обычно от 1 до 2,5 метров), обеспечивая удаленный несоосный (эксцентрический) настенный или щитовой монтаж прибора давления.
Манометровый эксцентрический дроссель МЭД часто применяется в дифференцированных (разделенных) измерительных системах совместно с мембранными разделителями для гидравлической связи разделителя и прибора измерения давления при необходимости их дистанционного несоосного (эксцентрического) монтажа.
Обычно детали манометрового эксцентрического дросселя МЭД, контактирующие с измеряемой средой, выполнены из нержавеющей стали, а присоединения к штуцеру отбора давления с одной стороны и прибору (манометру) с другой осуществляется посредством фитингов-присоединителей (на одном конце МЭД имеется монтажный штуцер, а на другом накидная гайка (обычно с метрической резьбой М20х1,5, реже с трубной G1/2″ ).

##### Основные технические характеристики эксцентрического дросселя МЭД
Коэффициент эксцентрирования (асимметрии - смещения осей относительно точки отбора давления):
0,5 (до половины длины импульсной (капиллярной) трубки 0,6, 1, 1,6 или 2,5 метра).
Коэффициент дросселирования давления (замедления гидроудара): до 5 секунд в зависимости от вязкости среды.
Коэффициент дифференцирования температуры: до 0,6 (как разность температур измеряемой среды на входе и на входе устройства до 60% от входного значения, в зависимости от температуры окружающей среды).
Рабочие среды: любые не кристаллизующиеся и не агрессивные по отношению к нержавеющей стали жидкие и газообразные среды.
Диаметр импульсной трубки: штатно 4мм (толщина стенки 1мм).
Материал импульсной трубки: нержавеющая сталь.
Диапазон рабочих давлений: по заказу потребителя, согласно стандартного ряда (2,5, 4, 6, 10, 16, 25, 40, 60, 100, 160 кгс/см2), но максимум до 250 кгс/см2 (25МПа)).
Диапазон рабочих температур: от минус 50 до плюс 300°С.
Соединение с измерительным прибором: гайка М20х1,5, G1/2″.
Соединение с мембранным разделителем сред: штуцер М20х1,5, G1/2″.
Манометровые эксцентрические дроссели МЭД могут изготавливаться в двух основных конструктивных исполнениях:
Исполнение-1 - растяжимая пружина спираль (D=55...75мм), номер при заказе 55004-МЭД-1.
Исполнение-2 - круговой виток (D=250...500мм), номер при заказе 55004-МЭД-2.
Для монтажа дифференциальных манометров (дифманометров) и преобразователей разности (перепада) дифференциального давления может использоваться "дифференциальная схема" подключения с применением двух МЭДов, подключенных соответственно к "плюсовой" и "минусовой" камерам дифференциального манометра.